# Texhnolyze
Texhnolyze (jap. テクノライズ, [téknolàiz]) ist eine Anime-Fernsehserie aus dem Jahr 2003.
Die Serie macht von vielen experimentellen Techniken und Erzählweisen Gebrauch. Das Werk lässt sich in die Genre Drama und Science-Fiction einordnen.

## Inhalt

### Handlungsort
Texhnolyze spielt in der unterirdischen Stadt Lukuss (流9洲, Rukusu). Diese hat künstliches Sonnenlicht, Wasser und einen Tag- und Nachtkreislauf. Die Landschaft aber besteht größtenteils aus Wüste. Die Stadt wird von rivalisierenden Banden regiert. Vorrangig geht es um eine spezielle Art von Prothesen, „Texhnolyze“ genannt. Der größte Teil der Bevölkerung ist sehr arm, Besitzer von Texhnolyze sind privilegiert. Diese Texhnolyze werden mittels eines riesigen Obelisken im Zentrum der Stadt mit Energie versorgt.
In Lukuss bekämpfen sich die Gruppierungen der Organo (オルガノ, Orugano), der Union und der Racan (ラカン, Rakan). Die Organo sind eine Mafia-ähnliche Organisation, die sich mit der Entwicklung und dem Verkauf der Texhnolyze beschäftigt. Die Union ist eine Vereinigung, die sich gegen die Verbreitung der Texhnolyze stellt. Die Racan sind eine Gruppe von texhnisierten Jugendlichen, die Gewaltakte verüben und einen Krieg der Union gegen jegliche Texhnolyze provozieren wollen. Eine vierte Gruppe, die „Klasse“ (クラース, Kurāsu von engl. class), sind an den Kämpfen kaum beteiligt, sondern enger mit der Außenwelt verbunden.
Die Stadt Lukuss wurde gegründet, um das Raffia (ラフィア, Rafia) zu gewinnen. Dieser Rohstoff kommt nur dort vor und ist vonnöten, um lebensverlängernde Maßnahmen, wie die Produktion von Texhnolyze, durchzuführen. Die Bewohner wurden, wie am Ende vermutet wird, vom Rest der Menschheit verstoßen, sodass diese an der Oberfläche ein friedliches Leben führen kann. Alles Böse soll so nach Lukuss verbannt worden sein.

### Handlung
Zu Beginn der Handlung verliert der junge Boxer Ichise (櫟士) einen Arm und ein Bein. Er schleppt sich durch die Straßen und wird durch Zufall von Eriko „Doc“ Kamata (鎌田 江里子), einer der Klasse angehörenden Texhnolyze-Expertin, gefunden und mit einer speziellen, weiterentwickelten Form der Prothesen ausgerüstet.
Währenddessen kommt ein Mann namens Kazuho Yoshii (吉井 一穂) von der Außenwelt nach Lukuss. Er fährt mit dem Mädchen Ran (蘭), das er in dem Dorf Gabe (ガベ) außerhalb der Stadt trifft, mit der Bahn in die Stadt. Ran, die stets eine Fuchsmaske trägt, kann in die nahe Zukunft sehen und wird daher in Gabe wie eine Göttin verehrt, sieht aber immer nur eine Möglichkeit der Zukunft.
In der folgenden Zeit findet Yoshii in Lukuss auch einen alten Bekannten von der Oberwelt, Tatsuya Sakimura (咲村 達也), und provoziert durch gezielte Attentate und Anschläge einen Krieg zwischen den drei Banden, der auch durch die Versuche Kyōgo Ōnishis (大西 京呉), dem Anführer der Organo, zu schlichten nicht verhindert werden kann. Jedoch wird dann Yoshii von Ichise besiegt und daraufhin von Sakimura getötet.
In der folgenden Zeit verschwinden viele Mitglieder der drei Banden auf mysteriöse Weise. Bald kommt heraus, dass diese zu der Klasse, die von Kano (伽丿) geführt wird, übergelaufen sind und dort ihre Körper größtenteils durch Texhnolyze ersetzt wurden. Diese Armee aus Texhnolyze-Soldaten fällt dann in die Stadt ein und es kommt erneut zu schweren Kämpfen. Kano will erst Lukuss und dann auch die Oberwelt erobern. Da nun auch die Produktion von Raffia und die Oberwelt in Gefahr ist reisen Doc, Ichise und Sakimura zur Oberwelt.
Dort angekommen sehen sie, dass die Menschheit gealtert ist und nur noch auf ihren Tod wartet. Die Menschen scheinen gleichgültig, auch Raffia hat für sie keinen Wert mehr. Als auch Texhnolyze-Soldaten an die Oberfläche kommen, wird die Verbindung von Lukuss zur oberen Welt zerstört. Ichise gelingt es dennoch wieder nach Lukuss zurückzugelangen. Doc und Sakimura wollen in der oberen Welt bleiben.
In Lukuss kommt es während Ichises Reise nach oben zur letzten Schlacht, bei der die meisten ihren Verstand verlieren. Bei der Rückkehr Ichises wird der Obelisk von Ōnishi zerstört. Dadurch fallen alle Texhnolyze-Einheiten aus, die meisten Menschen sind hilflos. Auch Ichise stirbt bald, nachdem er Kano getötet hat.

## Symbolik
Der Name der Stadt „Lukuss“ ist gleichlautend mit dem lateinischen Wort „Lux“, das Licht bedeutet.
Ran trägt eine Fuchsmaske und kommt aus einem Bauerndorf. Der Fuchs wird in Japan als Beschützer der Landwirtschaft angesehen, da er Feldmäuse frisst.

## Konzeption und Stil
Die Erzählung der Handlung erfolgt in chronologischer Reihenfolge. Es wird häufig zwischen verschiedenen Ereignissen gesprungen, deren Zusammenhänge dem Zuschauer noch nicht klar sein müssen. Die Serie hat Ähnlichkeiten mit einer früheren Produktion des Studios, Serial Experiments Lain. Dies äußert sich vor allem in ungewöhnlichen Kameraeinstellungen und nur wenigen Dialogen, so wird in der ersten Episode erst nach über elf Minuten der erste Satz, Ich höre zu, gesprochen. Ähnlichkeiten gibt es auch bei der Hintergrundmusik. Es war auch weitestgehend das gleiche Team wie bei Serial Experiments Lain beteiligt. Die depressive und gewalterfüllte Stimmung war vom Drehbuchautor vorgesehen und wurde gezielt so umgesetzt.
Der Stil ist recht einfach gehalten, ähnlich wie bei Haibane Renmei, einem anderen früheren Werk von Yoshitoshi ABe. Es wurden nur recht selten Computereffekte eingesetzt. Die Hintergründe sind ebenso relativ schlicht und lehnen sich in Stil und Stimmung an Bilder von Edward Hopper an.  In der Außenwelt sind im Hintergrund Motive aus Werken von Hopper zu sehen, so zum Beispiel „Early Sunday Morning“, „Cornhill“ und „Roofs of the Cobb Barn“.

## Produktion
Bei der Serie führte Hiroshi Hamasaki Regie assistiert von Kōjirō Tsuruoka, das Charakter-Design übernahm der japanische avantgardistische Künstler Yoshitoshi ABe. Produzent war u. a. Yasuyuki Ueda und künstlerischer Leiter Hidetoshi Kaneko. Der Schnitt stammt von Takeshi Seyama. Die Umsetzung geschah durch das Studio Madhouse.

## Veröffentlichungen
Die Serie wurde vom 16. April 2003 bis zum 25. September 2003 auf dem Sender Fuji TV ausgestrahlt. Da der Sender kurzfristig Fußballspiele auf den Sendeplätzen der Serie ausstrahlte, wurden die Folgen 3 und 4 zu einer zusammengeschnitten und die Folgen 19 und 20 nur im Internet veröffentlicht.
Die Serie wurde auf Englisch auf den Sendern Animax asia, Encore Action und G4TechTV Canada ausgestrahlt. Außerdem wurde sie ins Koreanische, Französische und Italienische übersetzt.
Die Folgen zwei bis zwölf wurden am 8. Juni 2007 auf dem deutschen Sender VOX ausgestrahlt. Von der ersten Folge wurde nur ein Zusammenschnitt als Prolog gesendet. Die Folgen 13 bis 22 folgten am 15. Juni, danach wurde ein Interview mit den Machern von Texhnolyze, darunter Yoshitoshi ABe, ausgestrahlt.

### Synchronisation
Die deutsche Synchronisation stammt vom Studio Brandt Film Berlin.
| Rolle         | Japanischer Sprecher (Seiyū) | Deutscher Sprecher       |
| ------------- | ---------------------------- | ------------------------ |
| Ichise        | Satoshi Haga                 | Gerrit Schmidt-Foß       |
| Ran           | Shizuka Itō                  | Marie-Luise Schramm      |
| Doc           | Shizumi Niki                 | Claudia Urbschat-Mingues |
| Kyōgo Ōnishi  | Hiroshi Tsuchida             | Stefan Gossler           |
| Shinji        | Masaya Kitaide               | Nicolas Böll             |
| Kazuho Yoshii | Takashi Inoue                | Erich Räuker             |

### Musik
Der Vorspanntitel Guardian Angel (Xavier’s Edit) wurde von der Psytrance-Band Juno Reactor produziert, das Abspannlied Tsuki no Uta (月の詩) wurde von Gackt beigetragen. Der Titel erschien 2003 auch auf einer Single. In der letzten Folge wurde jedoch Walking Through the Empty Age getextet von Chris Mosdell, komponiert von Hajime Mizoguchi und gesungen von Yōko Ishida verwendet.

## Rezeption
Die Fachzeitschrift FUNime meint, dass es die Serie dem Zuschauer nicht leicht mache, der Handlung zu folgen. Besonders in der Mitte der Serie käme es zu einigen Längen, was sogar die Macher einräumen würden. Insgesamt wird die Serie aber als interessant und gelungen charakterisiert. Sie lebe vor allem von ihrer besonderen Stimmung. Die Zeichenqualität sei „im allgemeinen recht ordentlich“.
Die Animania schreibt von solider Animation und detaillierten Hintergründen. Die Optik habe eine verstörende Wirkung, die Musik sei atmosphärisch und dicht. Jedoch würde es dem Zuschauer schwer fallen, einen Einstieg in die Handlung zu finden.